# From Voodoo to Zen
From Voodoo to Zen – piąty album studyjny polskiego zespołu muzyki alternatywnej Tides From Nebula, wydany 20 września 2019 przez Mystic Production (nr kat. MYSTCD 363).

## Lista utworów
| Nr | Tytuł utworu                           | Długość |
| -- | -------------------------------------- | ------- |
| 1. | „Ghost Horses”                         | 5:53    |
| 2. | „The New Delta”                        | 6:21    |
| 3. | „Dopamine”                             | 4:51    |
| 4. | „Radionoize”                           | 6:29    |
| 5. | „From Voodoo to Zen”                   | 7:02    |
| 6. | „Nothing to Fear and Nothing to Doubt” | 8:12    |
| 7. | „Eve White, Eve Black, Jane”           | 6:26    |
|    |                                        | 45:14   |

## Nagrody i wyróżnienia
- 2019: Najlepsze płyty 2019 roku według „Teraz Rocka”: 9. miejsce[6]